# Paul Cornu (historien)
Pour les articles homonymes, voir Cornu.
Paul Louis Cornu est un bibliothécaire et historien français né à Livry (Nièvre) le 15 août 1881 et mort à Commercy (Meuse) le 29 décembre 1914.

## Biographie
Fils d'instituteur, il fait de brillantes études au collège de Clamecy et au lycée de Dijon, puis il entre à l'École des chartes en 1901.
À partir de 1903, il mènera de front ses recherches d'histoire de l'art, d'histoire locale et son engagement politique.
Il commence dès novembre 1903 à publier des articles dans la revue L'Art pour tous, dont il devient le secrétaire. En même temps paraissent ses premières recherches d'histoire locale dans les Mémoires de la Société académique du Nivernais puis dans le Bulletin de la Société scientifique et artistique de Clamecy. 
En janvier 1906, il est reçu archiviste paléographe avec une thèse sur les forêts du Nivernais, puis il est nommé secrétaire de la Revue d'histoire moderne et contemporaine.
En 1908, il fonde les Cahiers nivernais, revue mensuelle originale sur le modèle des Cahiers de la Quinzaine de Charles Péguy. De nombreux écrivains locaux y collaboreront : Jules Renard, Romain Rolland, Émile Guillaumin, Charles-Louis Philippe, Henri Bachelin, Valery Larbaud, Hugues Lapaire et beaucoup d'autres. En 1909, cette revue prendra le titre de Cahiers nivernais et du Centre, puis de Cahiers du Centre un an plus tard. Il en assurera la direction jusqu'en 1910.
En septembre 1908 il est nommé bibliothécaire adjoint au musée des arts décoratifs de Paris avant d'être chargé, en 1914, de la section du costume à la bibliothèque d'art et d'archéologie Jacques-Doucet. Il devient un spécialiste de l'histoire de l'art et surtout de l'histoire du costume et des modes. Il publie également plusieurs ouvrages de vulgarisation et donne des conférences.
Parallèlement à ses activités de chercheur et d'écrivain, il milite dans les rangs du parti socialiste. Il écrit des articles dans L'Observateur du Centre et dans Le Socialiste nivernais et devient en 1911 secrétaire du groupe socialiste des Nivernais de Paris.
Mobilisé en août 1914 comme sergent-fourrier au 85e Régiment d'Infanterie, il demande à partir au front et participe aux premiers combats. Atteint de la typhoïde, il mourra à l'hôpital de Commercy le 29 décembre 1914.
En 1915, l'Académie française lui décerne à titre posthume le prix Charles Blanc pour l'ensemble de son œuvre.

## Publications
- Étude sur les forêts du Nivernais, particulièrement du XVe à la fin du XVIIIe siècle (1906) [réédité en 1981 par la Société académique du Nivernais]
- La Création à Nevers de la manufacture de faïence dite « Manufacture royale », 1755 (1905)
- Notes et documents relatifs à l’élection de Clamecy, XVIe – XVIIIe siècles (1908)
- Jules Dalou, no 8 de la collection Portraits d'hier, Paris, H.Fabre, 1er juillet 1909
- Essai bibliographique sur les recueils de modes au XVIIIe siècle et au début du XIXe siècle (Paris, Manzi et Joyant, 1911)
- Corot (« Les Écrits et la vie anecdotique et pittoresque des grands artistes », Paris, Louis Michaud, 1911)
- La Collection Besselièvre. Étoffes et broderies du XVe au XVIIIe siècle (Paris, A. Calavas, s. d. [1912])
- Bernard Naudin, dessinateur et graveur  (Cahiers du Centre, mars 1912)
- La Galerie des modes et costumes français dessinés d’après nature, 1778-1787 (Paris, Librairie centrale des Beaux-Arts, 13 livraisons de mars 1911 à mai 1914)
- Les Styles à la portée de tous. Décoration intérieure et mobilier (Paris, Albin Michel, s. d.)
- Rapport adressé à M. le sous-secrétaire d’État des Beaux-Arts sur l’état et les tendances actuelles de l’art décoratif en Hollande (1914)

### Liens  externes
- Notices d'autorité :   - VIAF
  - ISNI
  - BnF (données)
  - IdRef
  - LCCN
  - Italie
  - Pays-Bas
  - Israël
  - NUKAT
  - Vatican
  - WorldCat
- Ressources relatives à la recherche :   - Dictionnaire critique des historiens de l'art
  - La France savante